# Región Norte (Jalisco)
La Región Norte es una de las 12 regiones que conforman el Estado de Jalisco,  se encuentra ubicada al norte del mismo. En ella se asenta la cultura de los wixaritari, conocidos comúnmente como huicholes.

## Municipios
La región está confirmada por diez municipios, los cuales son:

Bolaños
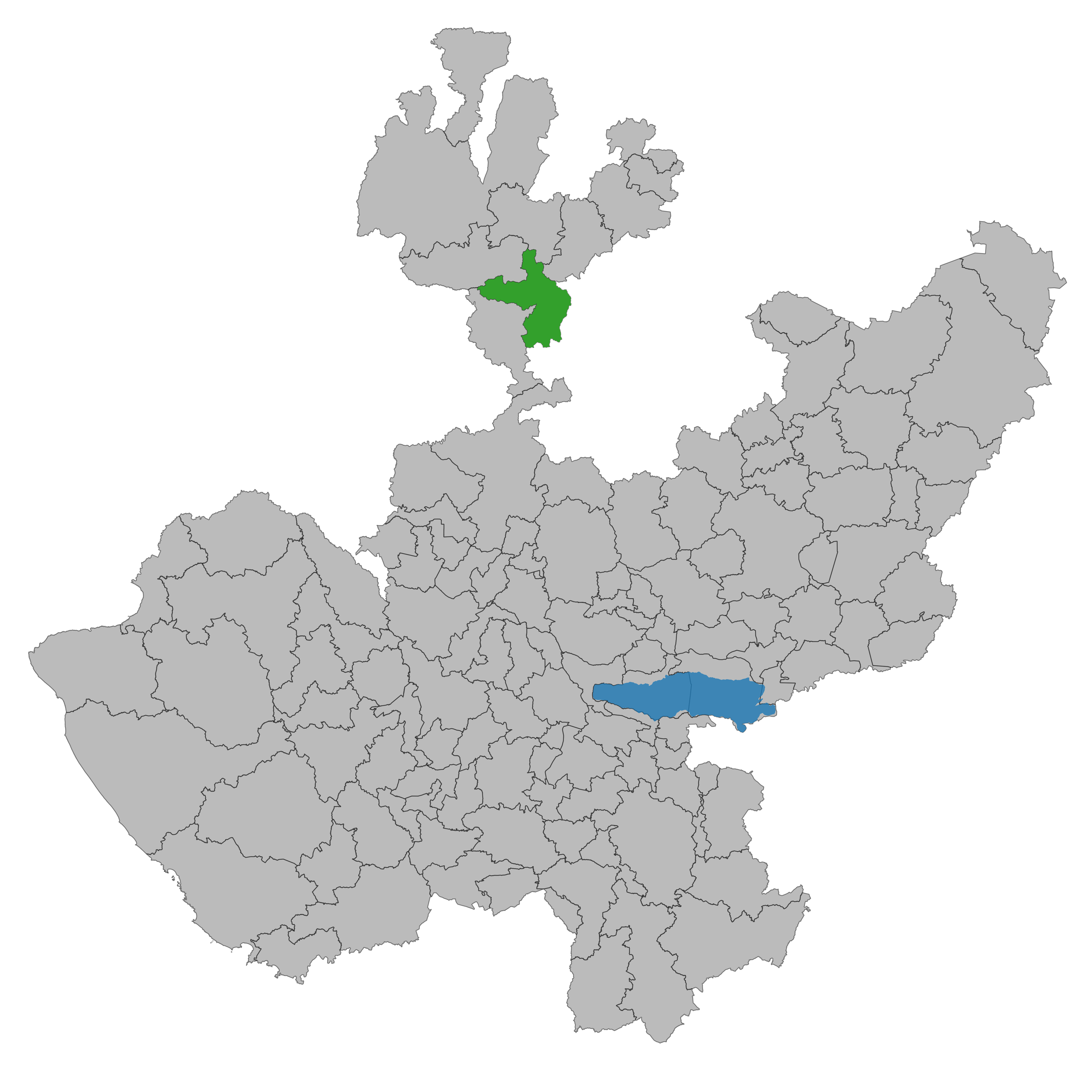
Chimaltitan
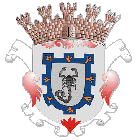
Colotlán
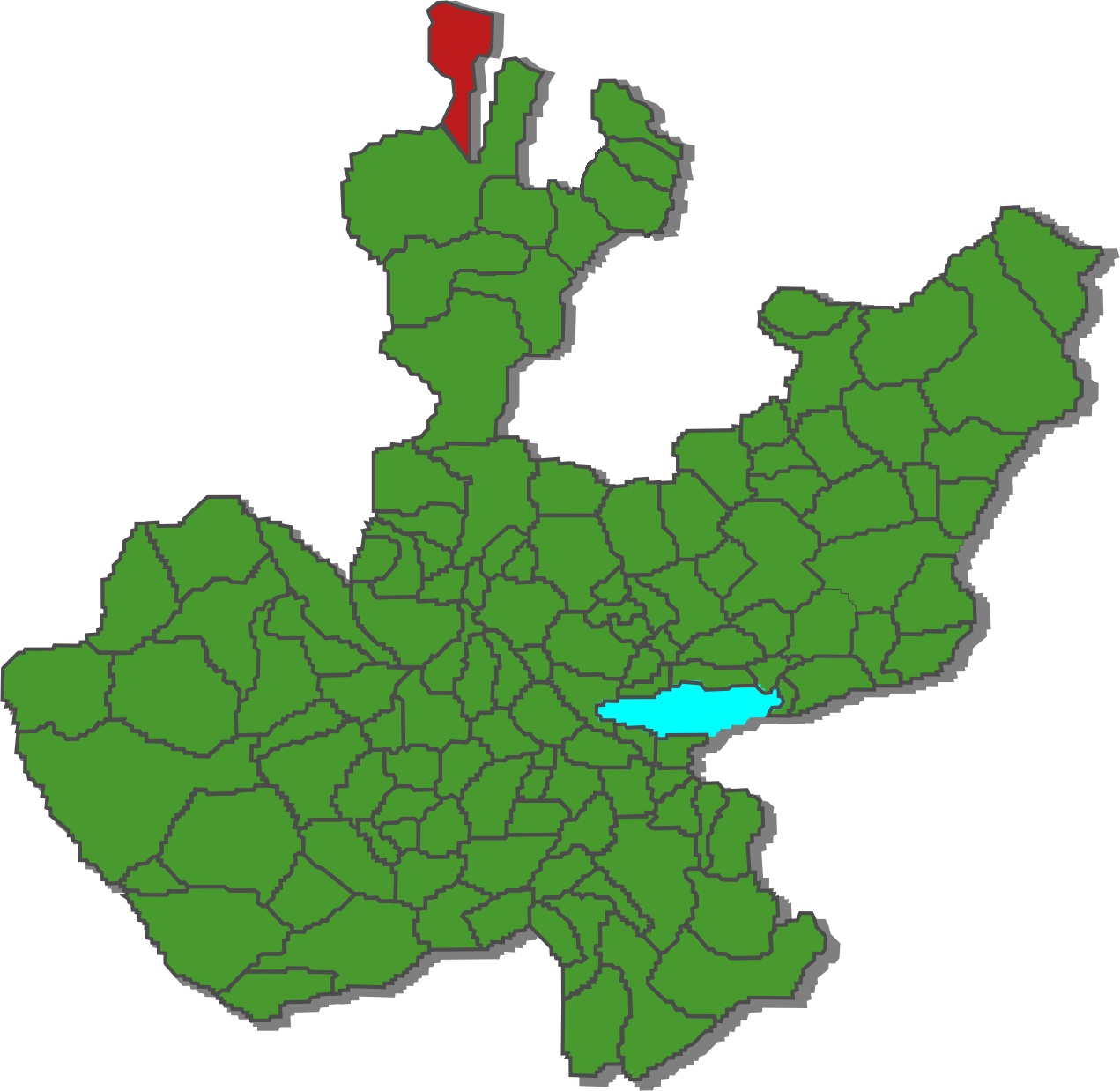
Huejuquilla el Alto
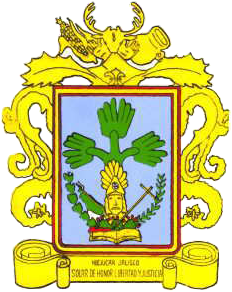
Huejucar
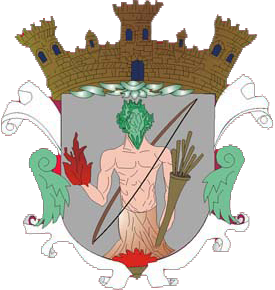
Mezquitic
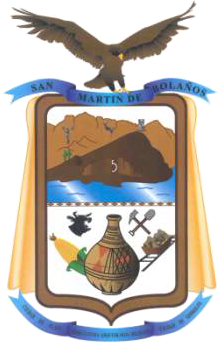
San Martin de Bolaños
Santa María de los Ángeles
Totatiche
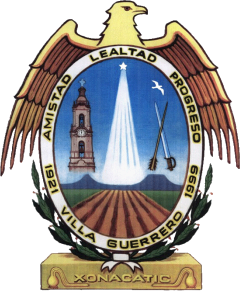
Villa Guerrero

| Clave INEGI | Municipio                  | Población (2020) | Cabecera                   |
| ----------- | -------------------------- | ---------------- | -------------------------- |
| 14019       | Bolaños                    | 7,043            | Bolaños                    |
| 14031       | Chimaltitán                | 3,270            | Chimaltitán                |
| 14025       | Colotlán                   | 19,689           | Colotlán                   |
| 14042       | Huejuquilla el Alto        | 10,015           | Huejuquilla el Alto        |
| 14041       | Huejúcar                   | 5,920            | Huejúcar                   |
| 14061       | Mezquitic                  | 22,083           | Mezquitic                  |
| 14076       | San Martín de Bolaños      | 3,095            | San Martín de Bolaños      |
| 14081       | Santa María de los Ángeles | 3,515            | Santa María de los Ángeles |
| 14104       | Totatiche                  | 4,180            | Totatiche                  |
| 14115       | Villa Guerrero             | 5,525            | Villa Guerrero             |

## Historia
Parte de esta región perteneció al Señorío de Colotlán, el cual se extendía desde el municipio de Valparaíso en Zacatecas, a Colotlán, Mezquitic, Huejucar y Santa María de los Ángeles; tenía fronteras al norte con el Señorío de Chalchihuites y el Señorío de Zain, al esté con Tlacuitlapán, al oeste con Xécora, al suroeste con el Dominio de Chapoli y al sur con el Señorío de Tlaltenango. Su capital estaba en lo que actualmente es Colotlán.
Hacia el año de 1530, el capitán español Pedro Almíndez, enviado por Nuño de Guzmán, pasó por la región y la conquistó. Después comenzaron a llegar los asentamientos de españoles para colonizar la zona.

## Costumbres
Actualmente la región es rica en costumbres y tradiciones que se han preservado a través de los siglos, como las celebraciones religiosas, que mezclan elementos católicos con elementos propios de los wixaritari.

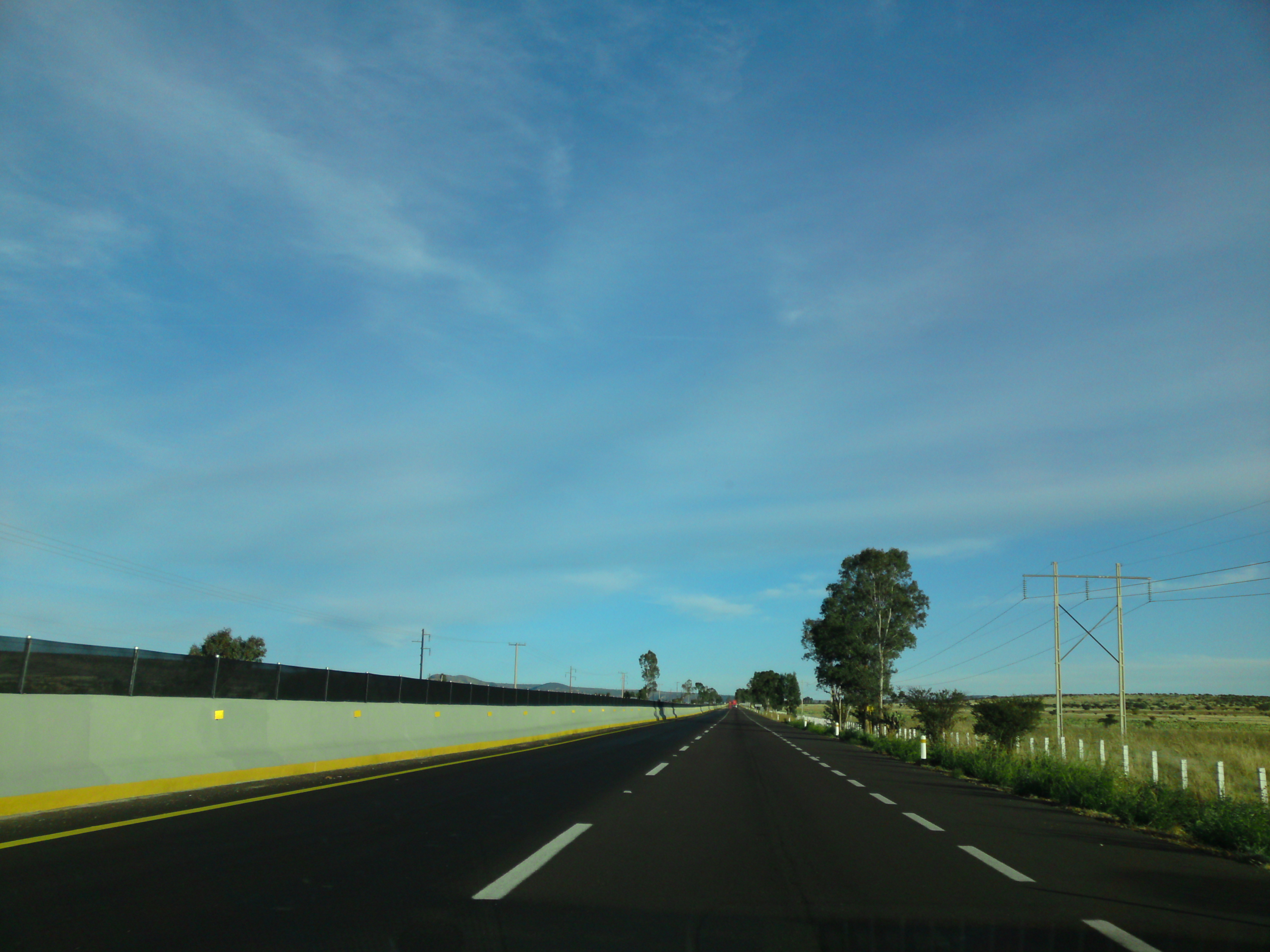
Autopista Jerez-Guadalajara

## Vías Terrestres
La Carretera Federal 23 corre toda la región en el tramo Jerez-Guadalajara 